# 268e division d'infanterie
Pour les articles homonymes, voir 268e division.
La  268e division d'infanterie (en allemand : 268. Infanterie-Division ou 268. ID) est une des divisions d'infanterie de l'armée allemande (Wehrmacht) durant la Seconde Guerre mondiale.

## Historique
La 268. Infanterie-Division est formée le 26 août 1939 avec du personnel d'unité de réserve dans le Wehrkreis VII à Munich en tant qu'élément de la 4. Welle (4e vague de mobilisation).
Elle prend part aux opérations sur le Front de l'Ouest, avançant à partir de la Sarre sur la France en juin 1940 avec la 1. Armee du XII. Armeekorps traversant la ligne Maginot jusqu'à Épinal.
En juin 1941, elle participe à l'opération Barbarossa au sein de l'Heeresgruppe Mitte avec la 4. Armee et combat sur le Front de l'Est jusqu'à la fin de la division.
Elle subit de lourdes pertes lors de l'opération Citadelle et est dissoute en novembre 1943. Les éléments survivants de la division forment le Divisions-Gruppe 268 qui est assigné à la 36. Infanterie-Division.

## Organisation

### Commandants
| Date                                | Grade                  | Commandant       |
| ----------------------------------- | ---------------------- | ---------------- |
| 1er septembre 1939 - 6 janvier 1942 | General der Infanterie | Erich Straube    |
| 6 janvier 1942 - ? novembre 1943    | Generalleutnant        | Heinrich Greiner |

### Officiers d'opérations (Generalstabsoffiziere (Ia))
| Date                           | Grade               | Commandant                           |
| ------------------------------ | ------------------- | ------------------------------------ |
| 26 août 1939 - 15 octobre 1939 | Oberst i.G.         | Julius Ringel                        |
| 15 octobre 1939 - 2 mars 1940  | Oberstleutnant i.G. | Bernhard Pampel umbenannt in Pamberg |
| 2 mars 1940 - 20 mai 1943      | Major i.G.          | Kurt Spitzer                         |
| 20 mai 1943 - Novembre 1943    | Oberstleutnant i.G. | Albrecht Freiherr von Uckermann      |

## Théâtres d'opérations
- West Wall : septembre 1939 - septembre 1940
- Pologne : septembre 1940 - Juin 1941
- Front de l'Est, secteur Centre : juin 1941 - novembre 1943
  - 1941 - 1942 : Opération Barbarossa
    - 22 octobre 1941 au 22 janvier 1942 : Bataille de Moscou

## Ordres de bataille
- Infanterie-Regiment 468
- Infanterie-Regiment 488
- Infanterie-Regiment 499
- Artillerie-Regiment 268
  - I. Abteilung
  - II. Abteilung
  - III. Abteilung
  - IV. Abteilung
  - 3 / 5. Nebelwerfer Regiment (mot)
- Pionier-Bataillon 268
- Feldersatz-Bataillon 268
- Panzerabwehr-Abteilung 268
- Aufklärungs-Abteilung 268
- Infanterie-Divisions-Nachrichten-Abteilung 268
- Infanterie-Divisions-Nachschubführer 268